# Штрафта
„Штрафта ” је југословенски ТВ филм из 1961. године. Режирала га је Мирјана Самарџић а сценарио је написао Берислав Косијер

## Улоге
| Глумац         | Улога |
| -------------- | ----- |
| Љубиша Бачић   |       |
| Љубомир Дидић  |       |
| Морис Леви     |       |
| Зоран Ратковић |       |
| Никола Симић   |       |